# The Brilliant Healer's New Life in the Shadows
«The Brilliant Healer's New Life in the Shadows» (яп. 一瞬で治療していたのに役立たずと追放された天才治癒師、闇ヒーラーとして楽しく生きる, Isshun de Chiryou shiteita no ni Yakudatazu to Tsuihousareta Tensai Chiyushi, Yami Healer to shite Tanoshiku Ikiru, Нове життя блискучого цілителя в тіні) — серія ранобе, написана Сакаку Хішікавою та ілюстрована Дабурю. Спочатку вона почала публікуватися онлайн у листопаді 2020 року на вебсайті Shōsetsuka ni Narō. Пізніше її придбало видавництво SB Creative, яке почало публікувати її друком під своїм імпринтом GA Novel у жовтні 2021 року і станом на листопад 2024 року було випущено сім томів. Манґа-адаптація, ілюстрована Тен Дзюноічі, почала публікуватися онлайн на вебсайті та в застосунку Piccoma в січні 2022 року і станом на листопад 2024 року SB Creative під своїм імпринтом GA Comic випустило чотири томи танкобонів. Вебтун-адаптація, ілюстрована Мінсамом і RocketStaff Inc., почала публікуватися на тому ж вебсайті та в застосунку в січні 2025 року. Аніме-телесеріал, створений студією Makaria, транслювався з квітня по червень 2025 року.

## Сюжет
Королівство Герцет панує цілителями які використовують свою силу для власного збагачення, а не для справжньої допомоги нужденним і лише ті, хто має офіційні ліцензії, можуть бути визнані цілителями. Однак Зенос, могутній цілитель, народжений у нетрях, ніколи не навчався офіційно як цілитель і не проходив офіційну процедуру (таким чином не отримавши ліцензії), а натомість навчився своїх навичок від таємничого чоловіка. Зрештою його запрошують приєднатися до групи авантюристів, але пізніше жорстоко відкидають, оскільки вони не розпізнають його здібностей і вважають його марним. Залишившись без грошей і з невеликою кількістю варіантів, він знаходить покинуту будівлю в нетрях і відкриває підпільну клініку за допомогою Лілі, молодої дівчини-ельфа яку він врятував і з часом здобуває неймовірну репутацію цілителя, особливо серед банд, що діють у нетрях, а також заводить дружбу з жіночими лідерами банд (а також з привидом жінки, яка населяє верхній поверх його будівлі). Однак, оскільки швидко поширюються новини про виняткового цілителя, який творить дивовижну магію в прихованих куточках міста, чиновники починають збирати свої сили, щоб знищити його діяльність.

## Персонажі
Зенос (яп. ゼノス, Zenosu)
Сейю: Сього Саката
Цілитель, який навчився своєї майстерності від таємничого чоловіка, і якого нещодавно вигнали з його групи авантюристів за непотрібність; проте він здатний здійснювати такі цілющі подвиги, які не під силу жодному іншому цілителю. Зараз керує «підпільною клінікою» в нетрях, населених трьома ворогуючими напівлюдськими бандами.
Лілі (яп. リリ, Riri)
Сейю: Міхару Ханаі
Молода дівчина-ельф, врятована Зеносом з рабства, яка стає його помічницею.
Кармілла (яп. カーミラ, Kāmira)
Сейю: Йоко Хікаса
Привид, який мешкає на верхньому поверсі покинутого маєтку, який захопили Зенос і Лілі. Вона швидко приймає їх, і іноді також відвідує.
Зофія (яп. ゾフィア, Zofia)
Сейю: Анна Нагасе
Одна з лідерів «великої трійки» напівлюдських банд нетрів. Вона ящірколюдина, відома як «Зофія-торнадо», відома тим, що грабує багатих торговців і допомагає знедоленим, і керує бандою ящірколюдей.
Лінга (яп. リンガ, Ringa)
Сейю: Машіро Хітака
Одна з лідерів «великої трійки» напівлюдських банд нетрів. Вона вовкозвіролюдина, відома як «Лінга-тиран», і керує бандою перевертнів, відповідальною за нелегальні азартні ігри.
Лоеве (яп. レーヴェ, Rēve)
Сейю: Саяка Кікучі
Одна з лідерів «великої трійки» напівлюдських банд нетрів. Вона огр, відома як «Лоеве Могутня», і керує бандою орків, що займаються видобутком магічних каменів.
Крішна (яп. クリシュナ, Kurishuna)
Сейю: Юкі Накашіма
Прозвана «Залізною Трояндою», вона є віцекомандиром Королівського Ордену Лицарів міста. Серед її самопроголошених поганих звичок — запальний характер, погане почуття орієнтації та поспішні висновки (хоча спочатку вона щоразу стверджує, що має лише «одну ваду»). Вона стала лицарем після того, як її мати, яка відвідувала нетрі, щоб займатися благодійністю, нібито загинула під час пограбування. Її відправляють у нетрі під прикриттям для розслідування чуток про очевидний мир між трьома бандами напівлюдей та таємничим посередником між ними, і вона випадково заходить до клініки Зеноса, заблукавши (а потім, побачивши Лілі, звинувачує його в торгівлі дітьми). Після того, як Зенос і Зофія допомагають їй викрити аристократа, який очолює підприємство з торгівлі дітьми, і врятувати дітей, вона стає союзницею.
Зонде (яп. ゾンデ)
Сейю: Таку Яшіро
Ящірколюдина, права рука Зофії.
Астон (яп. アストン, Asuton)
Сейю: Масаакі Мізунака
Лідер колишньої групи Зеноса.

## Медіа

### Ранобе
Написане Сакаку Хішікавою, серія «The Brilliant Healer's New Life in the Shadows» почала публікуватися на вебсайті Shōsetsuka ni Narō 30 листопада 2020 року. Пізніше її придбало видавництво SB Creative, яке почало публікувати її з ілюстраціями Дабурю під своїм імпринтом GA Novel 14 жовтня 2021 року. Станом на 15 листопада 2024 року було випущено сім томів. Ранобе ліцензовані англійською мовою видавництвом J-Novel Club. У січні 2025 року J-Novel Club оголосило, що друкована версія почне публікуватися в серпні 2025 року.
| № | Дата виходу       | ISBN                   |
| - | ----------------- | ---------------------- |
| 1 | 14 жовтня 2021    | ISBN 978-4-8156-1020-3 |
| 2 | 11 лютого 2022    | ISBN 978-4-8156-1193-4 |
| 3 | 14 липня 2022     | ISBN 978-4-8156-1611-3 |
| 4 | 12 листопада 2022 | ISBN 978-4-8156-1612-0 |
| 5 | 14 липня 2023     | ISBN 978-4-8156-2257-2 |
| 6 | 15 березня 2024   | ISBN 978-4-8156-2465-1 |
| 7 | 15 листопада 2024 | ISBN 978-4-8156-2720-1 |
| 8 | 15 березня 2025   | ISBN 978-4-8156-2721-8 |

### Манґа
Манґа-адаптація, ілюстрована Тен Дзюноічі, почала публікуватися на вебсайті та в застосунку Piccoma 22 січня 2022 року. SB Creative зібрало розділи манґи в чотири томи танкобонів під своїм імпринтом GA Comic станом на листопад 2024 року. Манґа-адаптація також ліцензована англійською мовою видавництвом J-Novel Club. У січні 2025 року J-Novel Club оголосило, що друкована версія манґи почне публікуватися в липні 2025 року.
| № | Дата виходу       | ISBN                   |
| - | ----------------- | ---------------------- |
| 1 | 11 серпня 2022    | ISBN 978-4-8156-1052-4 |
| 2 | 15 червня 2023    | ISBN 978-4-8156-1310-5 |
| 3 | 15 березня 2024   | ISBN 978-4-8156-1876-6 |
| 4 | 15 листопада 2024 | ISBN 978-4-8156-1877-3 |
| 5 | 15 червня 2025    | ISBN 978-4-8156-1878-0 |

### Вебтун
Про вебтун-адаптацію ілюстровану Мінсамом і RocketStaff Inc., було оголошено під час прямої трансляції «GA Fes 2024» 9 березня 2024 року. Спочатку її публікацію на тому ж вебсайті та в застосунку було заплановано на третій квартал 2024 року, але з невідомих причин її було відкладено. Пізніше її публікація почалася 2 січня 2025 року.
| № | Дата виходу    | ISBN                   |
| - | -------------- | ---------------------- |
| 1 | 14 квітня 2025 | ISBN 978-4-8156-2834-5 |

### Аніме
Аніме-телесеріал також було анонсовано під час прямої трансляції «GA Fes 2024» 9 березня 2024 року. Його виробництвом займається студія Makaria, режисером є Джо Йошізакі, сценарій написав Тайка Міяґі, дизайн персонажів розробили денпуоуґі та Йошіхіро Савада, а музику написала Харумі Фуукі. Прем'єра серіалу відбулася 3 квітня 2025 року  і транслювався до 19 червня того ж року на телеканалі Tokyo MX та інших мережах. Початковою музичною темою є пісня «Light Maker» (яп. ライトメイカー) у виконанні bokula, а завершальною музичною темою є пісня «Tsuki ni Negau» (яп. 月に願う, Бажання Місяцю) у виконанні sorato. Crunchyroll транслює серіал. Medialink ліцензувала серіал у Південній, Південно-Східній Азії та Океанії (крім Австралії та Нової Зеландії) для трансляції на YouTube-каналі Ani-One Asia.

#### Серії
| № серії | Назва серії | Оригінальна дата показу |
| --- | --- | ----------------------- |
| 1 | «Рівноцінна ціна» Транслітерація: «Sōō no Taika» (яп. 相応の対価)                                                  | 3 квітня 2025           |
| Нелегальний підпільний цілитель Зенос живе зі своєю помічницею, ельфійкою Лілі, та привидом Карміллою в нетрях королівства Герцет. Герцет славиться своїми цілителями, які навчаються в коледжах, проте Зенос унікальний тим, що навчився цілющій магії самостійно, допомагаючи хворим і пораненим нетрів. Його часто відвідують три головні ватажки банд — Зофія, Лінга та Лоеве, які очолюють банди ящірколюдей, звіролюдей та огрів відповідно. Під час свого обходу Зенос зустрічає хвору рабиню-звіролюдинку на ім'я Тіл, яку її господар змушує грабувати могили на кладовищі нетрів. Дівчину опановує дух, і вона нападає на свого господаря. Зціливши дівчину від одержимості, Зенос також лікує її господаря, але забирає всі його гроші та дівчину як плату. Після того, як чоловік тікає, Зенос діагностує у Тіл жовчнокам'яну хворобу, яку він безболісно видаляє за допомогою магії. Виходячи з того, що кожна праця заслуговує на справедливу оплату, Зенос просить Тіл показати йому дикі трави, необхідні для приготування їжі Лілі, після чого відпускає її як плату. Тіл йде шукати своє життєве призначення і обіцяє одного дня відвідати Зеноса, щоб показати свої успіхи. Зенос повертається додому і знаходить Зофію, Лінгу та Лоеве, які готують йому вечерю, з'ївши вечерю, яку приготувала Лілі раніше, і принісши їй безліч нових інгредієнтів як вибачення. | |                         |
| 2 | «Підпільний цілитель у покинутій частині міста» Транслітерація: «Haikyo-gai no yami hīrā» (яп. 廃墟街の闇ヒーラー) | 10 квітня 2025          |
| У минулому Зеноса виганяє з його групи «Золотий Фенікс» лідер Астон, який стверджує, що наймання нелегального цілителя зашкодить їхній репутації серед знаті. Відразу після цього Зенос зустрічає работорговців, які вбивають свою рабиню Лілі, тому Зенос купує та зцілює її. Пізніше Зенос лікує авантюриста Зонде і дивується, коли Зонде платить йому, оскільки Астон жодного разу йому не платив. Усвідомивши, що його навички мають цінність, Зенос вирішує відкрити підпільну клініку, оскільки мешканцям нетрів, таким як він, заборонено отримувати ліцензії цілителів. Випадково обраний ним занедбаний будинок населений привидом. На щастя, Зенос знає, що цілюща магія смертельна для нежиті, оскільки Астон колись заманював його в підземелля, повні нежиті. Привид Кармілла розуміє, що не може перемогти Зеноса, і дозволяє йому використовувати перший поверх як клініку. Зонде приходить зі своєю сестрою Зофією, яка страждає від кульового поранення в руку. Попри те, що Зенос знає, що Зофія є небезпечною ватажкою банди, він домовляється про високу плату за ампутацію руки, а потім повністю регенерує нову. Усі вражені його майстерністю, яка значно перевершує інших цілителів, чого Зенос не усвідомлює. Незабаром його починають відвідувати всі три ватажки банд та їхні люди, що забезпечує багато роботи, оскільки банди постійно воюють і завдають одна одній поранень. | |                         |
| 3 | «Боротьба» Транслітерація: «Sōdatsu-sen» (яп. 争奪戦)                                                              | 17 квітня 2025          |
| Продовжуючи свій спогад; Зенос зустрічає Лоеве і діагностує в неї проковтнутий вибуховий кристал. Лоеве пропонує йому багатство своєї банди для фінансування лікування бідних людей, якщо вона помре. Зенос миттєво видаляє камінь і відмовляється від її грошей, вважаючи їх занадто щедрими, оскільки операція тривала ледь секунду. Зофія, Лінга та Лоеве регулярно відвідують клініку, і Кармілла припускає, що вони можуть бути закохані в нього, що може загострити конфлікт. Зенос вважає це неможливим, оскільки він лише неліцензований цілитель. Того ж дня вдень три ватажки оголошують війну за нетрі. Роздратований, Зенос приходить і зцілює кожного бійця в момент поранення, щоб жодна людина не загинула. Зрозумівши безглуздість боротьби, троє домовляються про мир, за винятком боротьби за Зеноса, яку вони тримають у таємниці. Чутка про перемир'я доходить до Королівських лицарів, які бояться, що мир може призвести до об'єднання мешканців нетрів проти звичайних громадян, можливо, навіть проти аристократії. Щоб запобігти цьому, віцекомандира Крішну відправляють для розслідування. Допитуючи членів банд, Крішна дивується їхній лояльності до анонімного «посередника», який припинив бої. Вона також бачить Зофію та Зонде, зцілених від ран, завданих її магічними кулями раніше. Заблукавши в незнайомих нетрях, вона випадково запитує дорогу біля клініки Зеноса, лише щоб вистрелити в нього, побачивши, що Лілі — ельфійка. | |                         |
| 4 | «Праведний герой» Транслітерація: «Seigi no hīrō» (яп. 正義のヒーロー)                                             | 24 квітня 2025          |
| Крішна звинувачує Зеноса в утриманні ельфійської дитини в рабстві, але Лілі розповідає, як Зенос її врятував. Крішна дивується, що Зенос не постраждав від її кулі, і вирішує, що він великий чаклун. Вона вимагає від Зеноса співпрацювати в її розслідуванні щодо «посередника» та незаконної торгівлі дітьми. Зенос робить висновок, що Крішна ненавидить нетрі, і вона зізнається, що її мати відвідувала нетрі з благодійною метою, доки її не вбив злодій. Приходить Зофія і ледь не б'ється з Крішною, але в підсумку сперечається, що Крішна настільки зазомбована ідеєю шляхетної переваги, що навіть не усвідомила, що работорговець — це лорд Календор, що є загальновідомим серед мешканців нетрів. Щоб запобігти бійці, Зенос зізнається, що він цілитель і «посередник». Крішна люто йде і відвідує маєток Календора, де знаходить підземелля, повне викрадених дітей. Календор стріляє в неї її ж пістолетом, але з'являються Зенос і Зофія, рятують її та б'ють Календора. Вона вражена, коли Зенос зцілює її вогнепальні рани, і розуміє, що Зенос — справжній герой нетрів. Вона нарешті розуміє, чому її мати відвідувала нетрі, незважаючи на небезпеку, і вирішує зробити її гордою, домагаючись справжньої справедливості. Вона запитує, чому Зенос так швидко прийшов її рятувати, і їй стає смішно, коли він стверджує, що це через її несплачені рахунки за клініку, вперше посміхаючись після смерті матері. | |                         |
| 5 | «Місце, до якого можна належати» Транслітерація: «Ibasho» (яп. 居場所)                                             | 1 травня 2025           |
| У минулому Астон бере юного Зеноса слугою до своєї групи. У своїй зарозумілості вони ніколи не помічали, як Зенос зцілює їхні травми, і стали надто самовпевненими у своїх середніх здібностях. У своєму першому квесті без Зеноса вони всі серйозно постраждали: їхній лучник Юма був змушений піти на пенсію, а маг Андрес ледь не згорів заживо. Астон лютує, коли тимчасова цілителька Умін наполягає, що миттєве зцілення, якого він від неї вимагає, є здібністю святого рівня. Астон вирішує знову найняти Зеноса, сподіваючись, що він все ще зможе вразити свого роботодавця лорда Феннела. Астон і його єдиний маг Ґайл намагаються найняти Зофію, Лінгу та Лоеве, щоб знайти Зеноса, але ті погрожують їм, щоб вони залишили Зеноса в спокої. Астон випадково зустрічає Зеноса і лютує, коли Зенос пропонує свою допомогу лише за смішно високу плату. Він намагається вбити Зеноса, але його зупиняє Крішна, він звинувачує Ґайла, а потім тікає. Зофія боїться, що Астон може найняти Підпільну Гільдію, щоб помститися Зеносу. Зенос не спить тієї ночі, охороняючи клініку, і зізнається Карміллі, що в юності він намагався оживити труп, не знаючи, що це заборонена чорна магія. Кармілла каже йому, що якщо він хоче слухняного слугу, він міг би використати демонічну магію, щоб створити голема. За вкрай невдалим збігом обставин, гігантський голем починає руйнувати сусідні нетрі. | |                         |
| 6 | «Кінець пригоди» Транслітерація: «Bōken no Owari» (яп. 冒険の終わり)                                               | 8 травня 2025           |
| Незадовго до нападу голема Астон наймає члена Підпільної Гільдії, відомого як Провідник, щоб помститися Зеносу. Зенос зцілює сотні людей, поранених големом, і дратується, що не може відстежити всіх, щоб знати, яку плату з них стягувати. Зенос і банди борються з големом, і Зенос помічає, що голем навмисно уникає заподіяння шкоди маленькій дівчинці. Зенос визначає, що големом керує ненависть Астона. Провіднику цікаво, чи вб'є Зенос Астона, щоб зупинити голема. Зенос співчуває Астону, який втратив сестру в дитинстві, бо не міг дозволити собі ліки. Замість того, щоб убити його, Зенос обирає складний шлях, вирізаючи Астона з голема шматок за шматком і зцілюючи його плоть, перш ніж камінь зможе знову з ним з'єднатися. Астон розуміє, що дозволив своєму горю через сестру перетворити його на жадібного хулігана, і щиро вибачається перед Зеносом. Не бажаючи так легко його пробачити, Зенос нокаутує його, а потім забирає його легендарний меч, щоб заплатити за відбудову нетрів, залишивши йому лише одну золоту монету, щоб почати нове життя після того, як Крішна випустить його з в'язниці. Оскільки Зенос виснажений, Зофія, Лінга та Лоеве несуть його додому. Провідник вирішує сховатися, але впевнений, що вони з Зеносом ще зустрінуться. | |                         |
| 7 | «Спеціальна послуга» Транслітерація: «Tokubetsu sābisu» (яп. 特別サービス)                                         | 15 травня 2025          |
| Ні Крішна, ні ватажки банд мало що дізнаються про Провідника. Зенос вирішує провести один день, відновлюючись після битви, тому всі запрошують його до гарячих джерел. Кармілла вирішує приєднатися заради розваги. Усі чотири дівчини змагаються за цноту Зеноса в чоловічій лазні, доки він не виганяє їх назад на жіночу сторону. Лілі засмучена, що в неї найменші груди з усіх присутніх, але Кармілла запевняє її, що деякі чоловіки віддають перевагу меншим розмірам. Також гостя, Умін помічає Карміллу, але не може її вигнати. Через хаос, спричинений дівчатами, Зенос зовсім не розслабився. Власник джерела отримує травму, коли вибухає його піч. Умін наполягає на тому, щоб його доставили до Королівської лікарні, але Зенос невимушено зцілює чоловіка на знак вдячності за його чудову кулінарію; переконуючи Умін, що він, мабуть, Святий. Умін доповідає про це своєму начальнику Бекеру, який вирішує зустрітися з Зеносом, дізнавшись, що він носить характерний чорний плащ. Бекер відвідує нетрі, прикидаючись хворим, і його відводять до клініки Зеноса. Він розчарований, що Зенос не та людина, яку він шукав, оскільки Зенос успадкував свій чорний плащ від свого вчителя, якого Бекер колись знав. Бекер вирішує найняти Зеноса для розслідування в лікарні. Зенос погоджується, сподіваючись дізнатися більше про свого таємничого вчителя, який був настільки потайним, що Зенос навіть не знав його імені. | |                         |
| 8 | «Королівська лікарня» Транслітерація: «Ōritsu Chiryō-in» (яп. 王立治療院)                                          | 22 травня 2025          |
| Бекер розповідає, що зникли люди, зокрема Афрід, який раніше працював з Бекером над викоріненням хвороби «Червона легеня». Умін зазначає, що професор Голдран, заступник директора, відкрито надає краще лікування знаті, щоб просунути свою політичну кар'єру. Умін вважає, що Голдран причетний до зникнення Афріда. Умін впевнена, що Голдран спробує завербувати Зеноса, хоча Зенос не розуміє чому, оскільки він лише неліцензований цілитель з нетрів. У минулому Зенос навчався у свого вчителя разом з іншим неліцензованим цілителем Верітрою. Зеноса бентежить твердження професора, що привиди, які можуть говорити, такі як Кармілла, є найнебезпечнішими. Підлеглий Голдрана Крессон стверджує, що вигнав 30 привидів, тому він лютує, коли Зенос невимушено заявляє, що може вигнати 50 одним заклинанням. Крессон намагається збентежити Зеноса, попросивши його намалювати невелике цілюще коло, але шалено ревнує, коли Зенос малює коло, яке може регенерувати відсутні кінцівки. Голдран вирішує відправити Зеноса та інших студентів на цвинтар, переповнений привидами. Зенос виганяє всіх привидів з цвинтаря одним заклинанням, хоча Крессон швидко приписує собі заслуги. З'являється Король зомбі, і Крессон панікує, знаючи, що він не здатний його перемогти, але не бажаючи визнавати це перед свідками. На прохання Умін Зенос дозволяє Королю спочатку побити Крессона, потім виганяє його і зцілює Крессона тим самим заклинанням. | |                         |
| 9 | «Фракційна Інфільтрація» Транслітерація: «Habatsu sen'nyū» (яп. 派閥潜入)                                          | 29 травня 2025          |
| Зенос вважає, що нежить приваблює сильніша нежить, тому наполягає, щоб Кармілла слідувала за ним всюди, якщо з'являться інші Королі зомбі. Крессон зізнається другому секретарю Голдрана, що Зенос переміг Короля зомбі. Голдран доходить висновку, що здібності Зеноса є справжніми, і запрошує його приєднатися до своїх послідовників. Зенос помічає, що Голдран використовує магію Передачі Здоров'я, забираючи життєву енергію у здорових людей, щоб лікувати хвороби та травми. Це вважається революційним і майже гарантує, що Голдран стане наступним Директором. Крессон розкриває, що Афрід зник після відвідування однієї з приватних вечерь Голдрана. Бекер пропонує Зеносу бонус, якщо він зможе отримати запрошення на наступну вечерю і повідомити, що там відбувається. Крессона призначають відповідальним за собаку Голдрана, Мадам Мілк, і його висміює перший секретар Голдрана, Бонс, який через те, що є другом Голдрана, не виконує жодної реальної роботи. П'яний Бонс спричиняє, що Мілк збиває карета. Крессон панікує, тому Зенос лікує її, не залишаючи жодних шрамів як доказ. Крессона дивує, що те, що Зенос вважає базовим лікуванням, насправді є елітною магією. Умін вибачається за те, що втягнула Зеноса в розслідування, але Зенос погоджується, оскільки йому платять і він може дізнатися про свого вчителя. Кармілла розважається тим, що ще одна жінка зацікавлена в Зеносі. Крессон раптом благає Зеноса про допомогу з великою проблемою. | |                         |
| 10 | «Прохання знатної дами» Транслітерація: «Kizoku Reijō no Negai» (яп. 貴族令嬢の願い)                               | 5 червня 2025           |
| Голдрана просить лорд Феннел зцілити його доньку Шарлотту від «Дивного обличчя» — наросту на обличчі, який вона наполягає видалити без шрамів. Крессон, приписавши собі заслугу зцілення Мілк без шраму, отримує наказ допомагати Голдрану. Крессон змушений благати Зеноса про допомогу, оскільки боїться наслідків шрамування обличчя знатної жінки. Шарлотта виявляється розпещеною дівчинкою, яка неможливо вимагає видалити наріст без операції. Втомившись від її ниття, Зенос зцілює її поранену домашню пташку і грубо каже їй або залишити наріст, або довіритися йому. Побачивши зцілену пташку, Шарлотта погоджується на операцію. Все ще вірячи, що Крессон — той, хто лікує без шрамів, Голдран вимагає, щоб він зробив операцію. Зеносу вдається провести його через операцію, але Крессон виявляє, що наріст проник у лицьові нерви Шарлотти, ризикуючи паралізувати її обличчя. Побоюючись за свою репутацію, Голдран сам перерізає нерв, а потім звинувачує Крессона в помилці перед Феннелом, плануючи відновити нерв пізніше за допомогою «Передачі Здоров'я», щоб отримати підтримку Феннела. Роздратований, Зенос відштовхує Голдрана, відновлює нерв і зцілює рану без шраму. Феннел у захваті від операції «Голдрана» і вирішує підтримати його в отриманні посади Директора. Шарлотта зацікавлюється Зеносом. Голдран запрошує Крессона та Зеноса на приватну вечерю того ж вечора. | |                         |
| 11 | «Просто звичайний цілитель» Транслітерація: «Tada no chiyu-shi» (яп. ただの治癒師)                                 | 12 червня 2025          |
| На вечері в Голдрана Зенос і Лілі ще більше напоюють Бонса, аж поки той не розповідає, що Голдран отримав роботу в лікарні за підтримки Феннел лише після вибуху, що стався 13 років тому. Тим часом Зонд ледь не гине внаслідок нещасного випадку на будівництві, і Зофія поспішає доставити його до Зеноса так, щоб не завадити його розслідуванню. Кармілла робить висновок, що якби Голдран вилікував Феннел, він би розповсюдив цю історію, щоб прославитися, але натомість він усе приховав. Лілі припускає, що Феннел насправді вилікував хтось інший, а Голдран привласнив заслугу і підкупив Бонса, щоб той мовчав. Це може означати, що якщо Бонс розповів цю історію Афреду, то Афред тепер переховується від Голдрана. Зенос висуває набагато похмурішу версію. Вибух мав би поранити багатьох людей, тож можливо, Голдран сам його влаштував, щоб поранити Феннел, а потім використав «Перенесення здоров'я», щоб забрати життєву енергію в інших жертв, убивши їх, але вилікувавши Феннел, аби та була йому зобов'язана. Зенос відправляє Карміллу розповісти обидві теорії Бекеру. Стан Зонда погіршується, тому Зофія змушена увірватися на вечірку, щоб знайти Зеноса. Той починає лікувати Зонда, і обурений Голдран присягається зруйнувати кар'єру Зеноса. Крессон, усвідомивши, що за людина Голдран, покидає його і йде за Зеносом, чим вражає Умін. Бекер дякує Зеносу за роботу і обіцяє залишити йому листа з усім, що він знає про наставника Зеноса. Пізніше Бекера бачать, як він стоїть над Голдраном та його прибічниками, які, схоже, всі отруєні.                                                                 | |                         |
| 12 | «Вибір, хто виживе» Транслітерація: «Inochi no Sentaku» (яп. 命の選択)                                             | 19 червня 2025          |
| Виявляється, 13 років тому Голдран став свідком вибуху та використав магію Передачі Здоров'я, щоб врятувати Феннела, тоді як Бонс сфотографував заклинання, що вбивало поранених робітників фабрики. Зенос і Умін знаходять фотографію Бонса в офісі Бекера і виявляють, що Афрід був одним із робітників, які вижили, а одна з жінок, яких убив Голдран, була нареченою Бекера. Бекер пояснює, що Голдран мусить обрати: врятувати себе, Феннела або прихильників, чиї голоси йому потрібні. Голдран вирішує вбити своїх прихильників, щоб вилікувати себе. Зенос і Умін переривають його, а Крессон кричить на Бекера за отруєння невинних людей. Зенос зцілює всіх, безперервно лікуючи пошкодження їхніх тіл, доки отрута природним чином не вивітрюється. Бекер усвідомлює, що його дії образили пам'ять його нареченої, і вибачається. Прихильники Голдрана розуміють, що він збирався вбити їх, щоб врятувати себе, і відвертаються від нього, як і Феннел. Бекер зізнається, що використав лише паралізуючий препарат, щоб налякати Голдрана, і був здивований, виявивши, що вино вже містило отруту, ймовірно, підкладену Афрідом, щоб убити Голдрана. Оскільки він ніколи не мав наміру нікому шкодити, Крішна звільняє Бекера. Бекер підозрює, що Афрід насправді був убитий 13 років тому і хтось використав його особу, щоб наблизитися до Голдрана, хтось, хто тепер може хотіти помститися Зеносу. Поруч людина, що видавала себе за Афріда, виявляється Путівником, який насправді є демоном, що опанував його тіло. Голдрана ув'язнюють за вбивство. Зенос і Лілі повертаються до нетрів і чекають на свого наступного пацієнта. | |                         |

## Сприйняття

### Продажі
Станом на березень 2024 року загальний тираж серії становив 200 000 примірників.

### Відгуки
Ребекка Сільверман з Anime News Network оцінила перші п'ять томів ранобе на загальну оцінку B+, написавши: «Нове життя блискучого цілителя в тіні в цілому є напрочуд хорошою серією. Вона не ламає стереотипи, але позитивно їх розширює, і Зеносу легко співпереживати як головному герою. Додайте до цього повну відсутність статусних екранів і кілька цікавих другорядних персонажів і ви отримаєте серію, яка здається кращою, ніж мала б бути».
Річард Айзенбайс з Anime News Network у своєму огляді перших двох епізодів аніме-адаптації поставив їм загальну оцінку C+. Він написав: «Взаємодія між Зеносом і дівчатами-напівлюдьми є головним фокусом шоу, а екшн та інтрига є другорядними. Однак, слід сказати, що в Зеноса та сеттингу була напрочуд велика глибина. Цей серіал, швидше за все, не очолить жодних списків «найкращих у сезоні», але якщо він продовжиться в тому ж дусі, він буде приємним для всіх, кому подобаються історії про «вигнання з групи героїв», які не зосереджені на помсті».